# Clinton L. Cobb

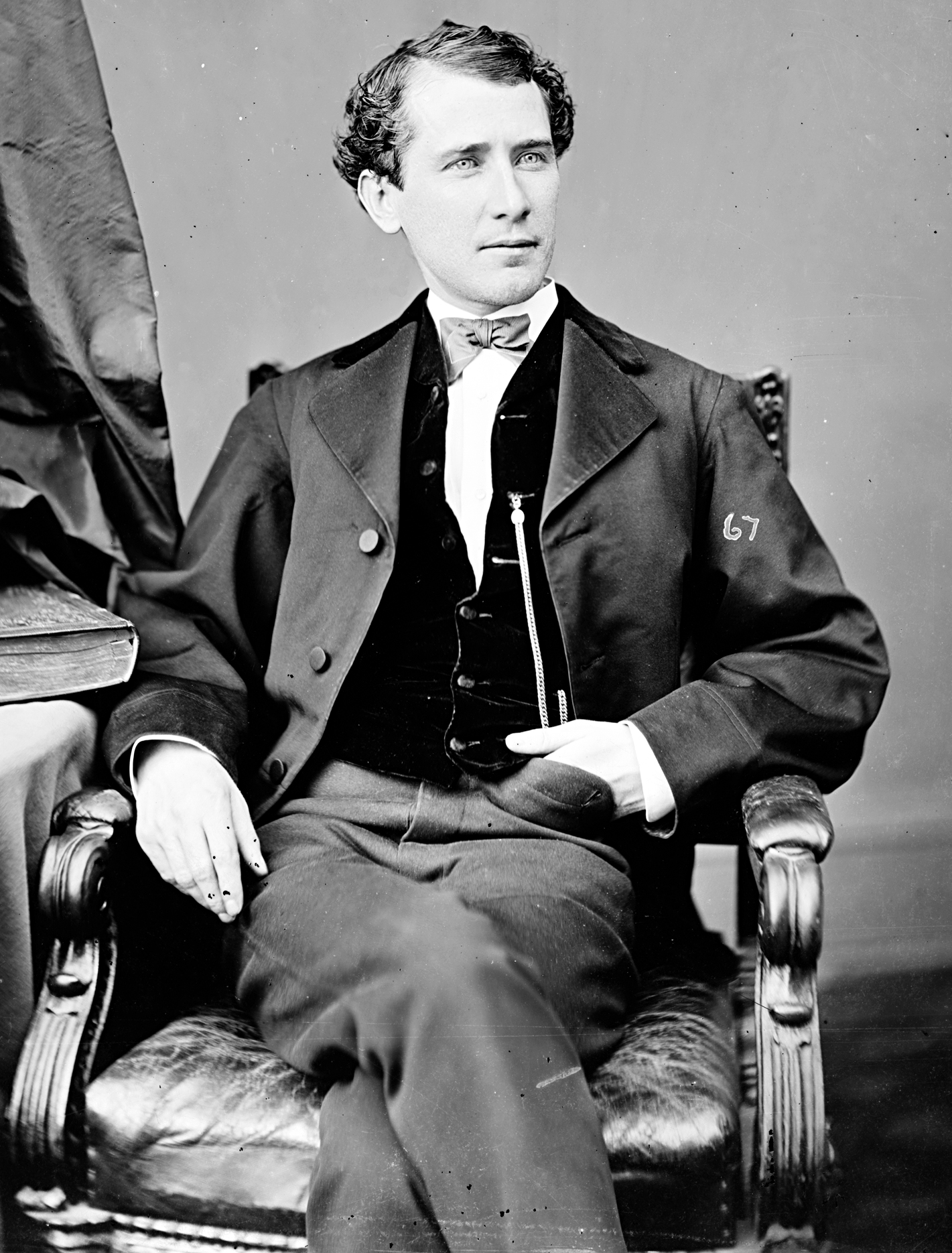
Clinton L. Cobb

Clinton Levering Cobb (* 25. August 1842 in Elizabeth City, North Carolina; † 30. April 1879 ebenda) war ein US-amerikanischer Politiker. Zwischen 1869 und 1875 vertrat er den Bundesstaat North Carolina im US-Repräsentantenhaus.

## Werdegang
Clinton Cobb besuchte die öffentlichen Schulen seiner Heimat und studierte danach an der University of North Carolina in Chapel Hill. Nach einem anschließenden Jurastudium und seiner 1867 erfolgten Zulassung als Rechtsanwalt begann er in Elizabeth City in diesem Beruf zu arbeiten. Außerdem wurde er im Handel tätig.
Cobb wurde Mitglied der Republikanischen Partei. Bei den Kongresswahlen des Jahres 1868 wurde er im ersten Wahlbezirk von North Carolina in das US-Repräsentantenhaus in Washington, D.C. gewählt, wo er am 4. März 1869 die Nachfolge von John R. French antrat. Nach zwei Wiederwahlen konnte er bis zum 3. März 1875 drei Legislaturperioden im Kongress absolvieren. Ab 1871 war er Vorsitzender des Committee on the Freedmen’s Bureau. Im Jahr 1874 wurde er nicht bestätigt.
Nach seinem Ausscheiden aus dem US-Repräsentantenhaus praktizierte Clinton Cobb wieder als Anwalt in Elizabeth City, wo er am 30. April 1879 starb.